# 伊丹康直
伊丹康直[1]  （1522-1596.8.14），日本戰國時代武將。
幼名千代松，初名伊丹雅勝。
1529年居城被攻破，父親戰死，
千代松尚年幼，隨外祖父出逃至駿河被今川義元收留。
義元戰死後，伊丹康直被提拔為海賊奉行，
統帥水軍。
今川氏沒落後，加入武田家任船大將。
1571年擊退後北條氏清水水軍。
待武田氏滅亡後出仕德川家康，任御船奉行，
直至1596年去世，享年74歲，後第三子伊丹康勝繼承家督。